# Fondant (suikerwerk)

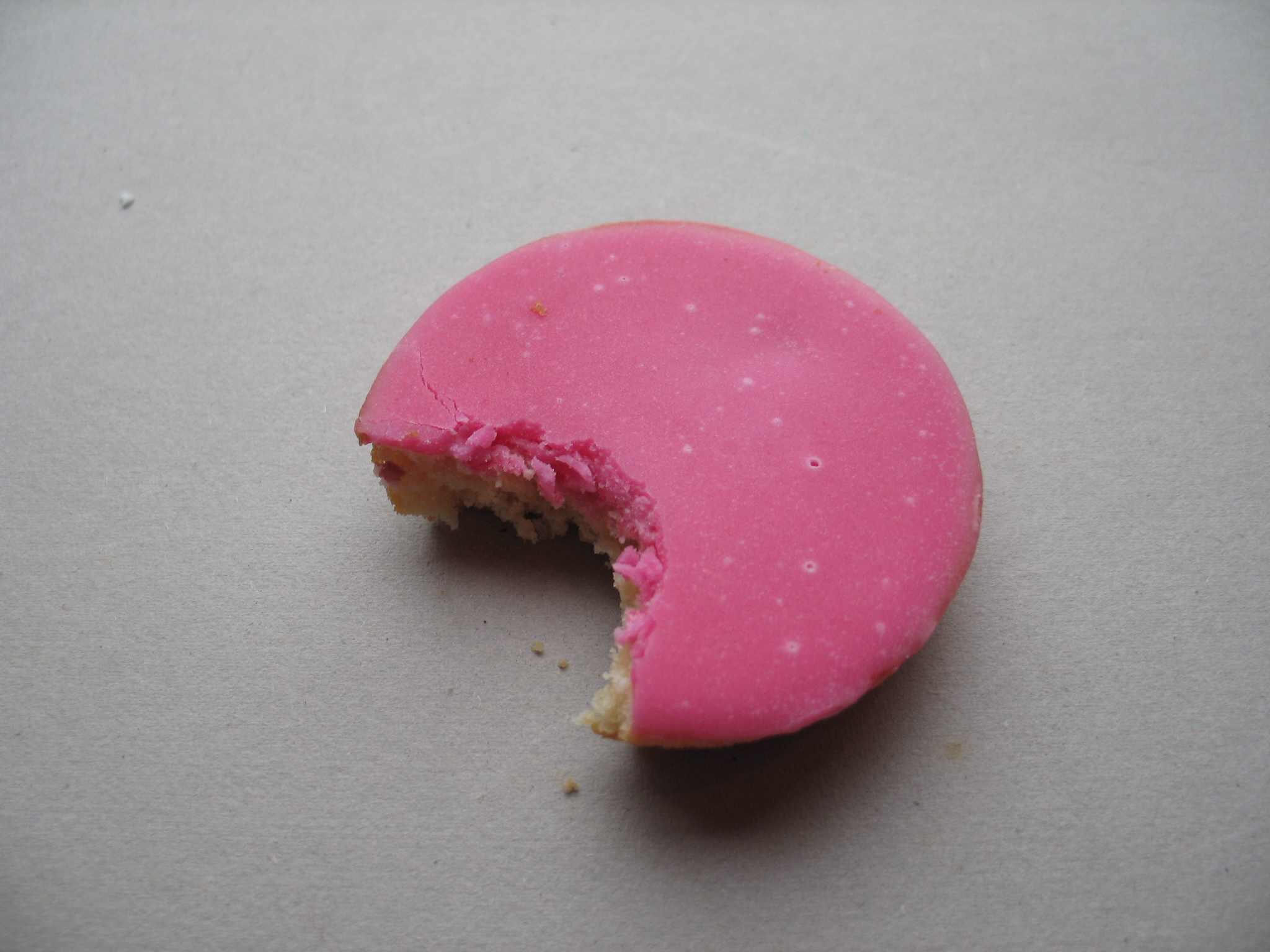
Roze koeken zijn bedekt met roze fondant

Fondant is een substantie die in de vorm van een soort deeg vaak gebruikt wordt voor de vulling van bonbons. In glazuurvorm wordt fondant bijvoorbeeld gebruikt om marsepein, gebak, soezen en koeken te versieren.
Fondant wordt gemaakt door suiker en glucose te koken. Er worden vaak andere ingrediënten aan toegevoegd voor de smaak en kleur, zoals een alcoholische drank, koffie, citroen, chocolade enzovoort.

## Rolfondant
Rolfondant is een materiaal vergelijkbaar met marsepein, maar dan zonder amandelen. Het wordt gebruikt voor taartdecoratie, als bekleding van de taart en om diverse versieringen te maken.